# Гаглово
Гаглово — деревня в Гдовском районе Псковской области России. Входит в состав Спицинской волости Гдовского района.
Расположена в 1 км от побережья Чудского озера, в 1 км к северу от волостного центра Спицино и в 22 км к югу от Гдова. В деревне имеется часовня названная в честь святых апостолов Петра и Павла.

## Население
Численность населения деревни на 2000 год составляла 21 человек.